# دریاچه ساری‌سو
دریاچه ساری‌سو (به لاتین: Lake Sarysu) یک دریاچه در جمهوری آذربایجان است که در شهرستان ایمیشلی واقع شده‌است.